# إيريك ويلر
إيريك ويلر (1875 - 1955)، جراح سويدي وجامع للكتب.
استطاع الدكتور ويلر بفضل حسن اختياره وانفاقه أن يجمع نحو عشرين ألف كتاب مهم في العلوم والطب من بينها مئة وخمسون كتابا من اقدم الإصدارات. وقد ترك في أخر وصية وشهادة له مجموعة كاملة مما جمع لجامعة أبسالا ومكتبتها.
كان مع المجموعة التي تبرع بها فهرسا بالغ الإتقان وضعه هانز سالندر ونشر في أثنين من المجلدات لجامعة آبسالا عام آلف 1955. و يتضمن الفهرس نحو خمسين لوحا. لقد ايواء مجموعة ويلر من الميداليات المرتبطة بتاريخ الطب في خزينة العملة لجامعة آبسالا.